# Roy Saari
Roy Allen Saari (ur. 26 lutego 1945 w Buffalo, zm. 30 grudnia 2008 w Mammoth Lakes) – amerykański pływak. Dwukrotny medalista olimpijski z Tokio.
Specjalizował się w stylu dowolnym. Zawody w 1964 były jego jedynymi igrzyskami olimpijskimi. Triumfował w sztafecie stylem dowolnym 4 × 200 metrów i był drugi na 400 metrów stylem zmiennym. Był rekordzistą świata na dystansie 1500 metrów stylem dowolnym, w 1964 jako pierwszy pływak pokonał granicę 17 minut (16:58.7). Był dwukrotnym złotym medalistą igrzysk panamerykańskich w 1963 (400 m i 1500 m stylem dowolnym) oraz uniwersjady w 1965 (sztafety 4 × 100 m i 4 × 200 m stylem dowolnym). Był wielokrotnym mistrzem NCAA, także w piłce wodnej.
Jego ojciec Uhro był trenerem piłki wodnej i w tej roli brał udział w IO 64. Wśród jego podopiecznych znajdował się brat Roya Robert.
W 1976 Roy Saari został przyjęty do International Swimming Hall of Fame.